# Dolichopeza (Nesopeza) rantaizana
Dolichopeza (Nesopeza) rantaizana is een tweevleugelige uit de familie langpootmuggen (Tipulidae). De soort komt voor in het Oriëntaals gebied.